# Гампер, Ермолай Ермолаевич
Ермолай Ермолаевич Гампер (1750—1814) — русский генерал-майор, участник русско-турецких и наполеоновских войн.

## Биография
Ермолай Гампер родился в 1750 году, происходил из Курляндских дворян. Начал службу 3 февраля 1766 года в Казанском кирасирском полку; 7 апреля 1766 года произведён в капралы, 1 января 1768 года — в вахмистры.
В 1770 году участвовал в походе в Молдавию и был в битвах при Ларге и Кагуле. 21 июля, в день битвы при Кагуле, произведён в корнеты в Рижский карабинерный полк. В 1771 г. участвовал в сражении под Бухарестом и при занятии Журжи; 24 ноября произведён в поручики. В 1773—1774 гг. участвовал в военных действиях за Дунаем, в Болгарии, под Силистрией; 22 сентября 1773 г. произведён в капитаны. В ноябре того же года переведён в Смоленский драгунский полк.
В 1776 году находился в Кубанской степи и имел жаркие дела с разбойничьими партиями кавказских горцев; 30 января 1777 г. был при занятии Темрюка, с 1779 по 1782 г. в Польше, в 1783 г. — при взятии Таврического полуострова. 1 января 1786 г. произведён в секунд-майоры.
С 1792 г. по 1794 год снова участвовал в походах в Польше. 26 мая 1794 г. отличился под Щекочином, «где с отличным мужеством с эскадроном первый сам врубился в неприятельский фронт и тем подал пример подчиненным, при этом под ним была убита лошадь», 29 сентября — под Мацеевицами, за что произведён в майоры, 15 октября — под Кобылкою, 24 октября — при штурме Праги и взятии на укреплённых батареях 21 орудия и знамени, за что награждён золотым знаком, 7 ноября — в деле при местечке Радожицах.
22 сентября 1795 года произведён в подполковники; 20 ноября того же года награждён за беспорочную службу в офицерских чинах более 25 лет орденом св. Георгия 4-й степени (№ 1250 по списку Григоровича — Степанова). Произведён в полковники 30 мая 1798 г., 28 июля того же года назначен командиром Смоленского драгунского полка. В генерал-майоры был произведён 22 февраля 1800 г., с назначением шефом в бывший 4-й кирасирский (Военного Ордена) полк.
Вышел в отставку 21 июля 1800 года; 14 марта 1801 г. вновь принят на службу и 12 апреля назначен командиром Смоленского драгунского полка; 24 января 1803 г. назначен шефом того же полка. 10 ноября 1806 г. награждён за 35-летнюю беспорочную службу орденом св. Владимира 4-й степени. В 1807 г. был со своим полком в Молдавии и с 3 марта участвовал в боях с турками и осаде крепости Измаил. В 1808 г. командовал резервным корпусом. В 1809 г. опять участвовал в осаде и взятии Измаила. В 1810 г. был в Валахии и Болгарии и за отличие во время осады Силистрии награждён орденом св. Анны 1-й степени; 23 июня находился в деле под Шумлой.
8 июля Гампер отличился при отражении у деревни Дерекиой многочисленных турецких войск, вышедших из Шумлы и напавших на наш корпус: командуя полками Смоленским и Санкт-Петербургским драгунскими, своими распоряжениями и примером личной храбрости содействовал отражению многочисленного неприятеля, за что пожалована ему золотая шпага с алмазами и с надписью «За храбрость»; 16 августа участвовал в деле на правой стороне реки Янтры, 26 августа — в сражении при Батине, за что награждён алмазными знаками к ордену св. Анны 1-й степени.
В 1811 году командовал в Валахии первым отрядом войск левого фланга армии и расположенными по Дунаю аванпостами, а с 14 июня — всем корпусом войск левого фланга армии и флотилией на Дунае, и способствовал взятию 8 октября Туртукайского укрепления и 12-го — Силистрии, за что награждён орденом св. Владимира 2-й степени большого креста.
Во время Отечественной войны 1812 г. Смоленский драгунский полк, шефом которого был Гампер, числился в 21-й бригаде 7-й кавалерийской дивизии и в начале 1812 г. входил в состав 2-го корпуса Эссена Дунайской армии. От наполеоновских войск Гамперу довелось освобождать белорусские города Минск, Слоним, Зельву.
28 ноября 1813 года назначен председателем Полевого генерал-аудиториата. 13 декабря 1814 г. исключен из списков умершим от болезни. Гампер был холост.
Могила Гампера находится на местном кладбище деревни Деречин Зельвенского района Гродненской области Республики Беларусь. Надпись на надгробной плите гласит: "Его превосходительству г-ну генерал-майору Гамперу, бывшему шефу Смоленского драгунского полка 25 ноября 1814 г. Деречин. Не пышный мавзолей, любовь – монумент твой. Почий, великий муж, бессмертие с тобой".